# Balleyara (département)
Balléyara est un département de la région de Tillabéri au Niger.

## Géographie
Le département s'étend au centre-est de la région de Tillabéri, sur une superficie de 1 399 km2.
|       | Filingué  |      |
| Kollo | Balleyara | Loga |
|       | Boboye    |      |

## Histoire
Le poste administratif de Balleyara instauré en 1971, est séparé en 2011 du département de Filingué et élevé au statut départemental.

## Population
Selon le recensement général de la population et de l'habitat de 2012, le département compte 107 134 habitants. De 2001 à 2012, la population a augmenté en moyenne de 0,98 % par an (pour un accroissement national moyen de : 3,9 %). 

## Administration
Le département couvre une commune rurale : 
- Tagazar